# José Manuel Rey
Pour les articles homonymes, voir Rey.
José Manuel Rey Cortegoso (né le 20 mai 1975 à Caracas) est un footballeur international vénézuélien. Il évoluait au poste de défenseur.

## Biographie
José Manuel Rey est le joueur le plus capé de l'histoire du Venezuela, avec 115 sélections en équipe nationale.
Il a joué pour plusieurs clubs européens et sud-américains : C.S. Marítimo de Venezuela, Atlético Nacional, Deportivo La Corogne, Caracas FC, Club Sport Emelec, Colo-Colo, Pontevedra Club de Fútbol et Dundee Football Club.
En 2007, il a été vendu au club de AEK Larnaca.
Le 13 octobre 2007, Rey devient un héros national quand il inscrit un coup franc spectaculaire d'une distance de 45 mètres, apportant ainsi la victoire 1 à 0 lors d'un match contre l'Équateur, durant les éliminatoires de la Coupe du monde 2010.

## Statistiques

### En sélection nationale
| Saison                | Sélection             | Phases finales        | Phases finales | Phases finales | Phases finales | Éliminatoires CDM | Éliminatoires CDM | Éliminatoires CDM | Matchs amicaux | Matchs amicaux | Matchs amicaux | Total | Total | Total |
| Saison                | Sélection             | Compétition           | M              | B              | Pd             | M                 | B                 | Pd                | M              | B              | Pd             | M     | B     | Pd    |
| --------------------- | --------------------- | --------------------- | -------------- | -------------- | -------------- | ----------------- | ----------------- | ----------------- | -------------- | -------------- | -------------- | ----- | ----- | ----- |
| 1996-1997             | Venezuela             | Copa América 1997     | 3              | 0              | 0              | 3                 | 0                 | 0                 | -              | -              | -              | 6     | 0     | 0     |
| 1997-1998             | Venezuela             | -                     | -              | -              | -              | 2                 | 0                 | 0                 | -              | -              | -              | 2     | 0     | 0     |
| 1998-1999             | Venezuela             | Copa América 1999     | 3              | 0              | 0              | -                 | -                 | -                 | 8              | 3              | 0              | 11    | 3     | 0     |
| 1999-2000             | Venezuela             | -                     | -              | -              | -              | 2                 | 0                 | 0                 | 3              | 0              | 0              | 5     | 0     | 0     |
| 2000-2001             | Venezuela             | Copa América 2001     | 3              | 0              | 0              | 5                 | 0                 | 0                 | 2              | 1              | 0              | 10    | 1     | 0     |
| 2001-2002             | Venezuela             | -                     | -              | -              | -              | 2                 | 0                 | 0                 | 2              | 0              | 0              | 4     | 0     | 0     |
| 2002-2003             | Venezuela             | -                     | -              | -              | -              | -                 | -                 | -                 | 8              | 1              | 0              | 8     | 1     | 0     |
| 2003-2004             | Venezuela             | Copa América 2004     | 3              | 0              | 0              | 7                 | 1                 | 0                 | 3              | 0              | 0              | 13    | 1     | 0     |
| 2004-2005             | Venezuela             | -                     | -              | -              | -              | 8                 | 0                 | 0                 | 2              | 0              | 0              | 10    | 0     | 0     |
| 2005-2006             | Venezuela             | -                     | -              | -              | -              | 2                 | 0                 | 0                 | -              | -              | -              | 2     | 0     | 0     |
| 2006-2007             | Venezuela             | Copa América 2007     | 4              | 0              | 0              | -                 | -                 | -                 | 10             | 1              | 0              | 14    | 1     | 0     |
| 2007-2008             | Venezuela             | -                     | -              | -              | -              | 6                 | 1                 | 1                 | 7              | 0              | 1              | 13    | 1     | 2     |
| 2008-2009             | Venezuela             | -                     | -              | -              | -              | 5                 | 1                 | 0                 | 2              | 0              | 0              | 7     | 1     | 0     |
| 2009-2010             | Venezuela             | -                     | -              | -              | -              | 3                 | 1                 | 0                 | 2              | 1              | 0              | 5     | 2     | 0     |
| 2010-2011             | Venezuela             | Copa América 2011 4e  | 2              | 0              | 0              | -                 | -                 | -                 | 1              | 0              | 0              | 3     | 0     | 0     |
| 2011-2012             | Venezuela             | -                     | -              | -              | -              | 1                 | 0                 | 0                 | 1              | 0              | 0              | 2     | 0     | 0     |
| Total sur la carrière | Total sur la carrière | Total sur la carrière | 18             | 0              | 0              | 46                | 4                 | 1                 | 51             | 7              | 1              | 115   | 11    | 2     |